# Сабат, Марсель
Марсель Сабат (пол. Marcel Sabat) — польский актёр театра, кино и телевидения, а также фотомодель.

## Ранняя жизнь
Окончил Лодзинскую киношколу в 2014 году.

## Карьера
Снялся в небольшой роли в фильме Кристофера Нолана «Довод», вышедшем в 2020 году.

## Личная жизнь
20 июля 2019 года женился на Наталье Филипчук (пол. Natalia Filipczuk).

## Фильмография
| Год  |   | Русское название         | Оригинальное название      | Роль                              |
| ---- | - | ------------------------ | -------------------------- | --------------------------------- |
| 2014 | ф | Камни на шанец           | Kamienie na szaniec        | Тадеуш Завадский                  |
| 2016 | ф | За синей дверью          | Za niebieskimi drzwiami    | отец Лукаша                       |
| 2017 | с | Комиссар Алекс           | Komisarz Alex              | Вальдек                           |
| 2018 | ф | Настоящее преступление   | Dark Crimes                | студент                           |
| 2019 | с | След                     | Ślad                       | IT-специалист Ежи «Юрек» Чихоцкий |
| 2020 | ф | Довод                    | Tenet                      | худой русский                     |
| 2023 | ф | Что скрывает Ирен?       | Irena's Vow                | Крюгер                            |
| 2024 | с | Татуировщик из Освенцима | The Tattooist of Auschwitz | Томас                             |